# Santa Teresa arrodillada ante Cristo atado a la columna
Santa Teresa arrodillada ante Cristo atado a la columna, también conocida como La aparición de Nuestro Señor atado a la columna a Santa Teresa y La visión de Santa Teresa de Cristo atado a la columna, es una obra realizada por Gregorio Fernández entre 1632 y 1634. Compuesto por las imágenes exentas de Cristo atado a la columna y Santa Teresa de Jesús, poco después de la elaboración del grupo escultórico ambas tallas fueron separadas y reubicadas en distintas zonas dentro de su emplazamiento original, la iglesia del Convento de Santa Teresa de Ávila (Castilla y León, España).

## Historia

### Contexto
La obra está inspirada en la experiencia mística vivida por Santa Teresa de Jesús al contemplar una imagen del Ecce Homo en la Cuaresma de 1554:

Pues ya andaba mi alma cansada y, aunque quería, no le dejaban descansar las ruines costumbres que tenía. Acaecióme que, entrando un día en el oratorio, vi una imagen que habían traído allá a guardar, que se había buscado para cierta fiesta que se hacía en casa. Era de Cristo muy llagado y tan devota que, en mirándola, toda me turbó de verle tal, porque representaba bien lo que pasó por nosotros. Fue tanto lo que sentí de lo mal que había agradecido aquellas llagas, que el corazón me parece se me partía, y arrojéme cabe Él con grandísimo derramamiento de lágrimas, suplicándole me fortaleciese ya de una vez para no ofenderle.

Este acontecimiento, vinculado por la santa a las conversiones de Santa María Magdalena y San Agustín de Hipona, supondría su propia conversión tras casi veinte años como religiosa. Pese a lo relevante de este hecho (el cual pasaría a formar parte de la iconografía teresiana poco después de la canonización de la santa en 1622),: 96  no se conoce con exactitud cuál fue la imagen que contempló, existiendo a día de hoy dos candidatas posibles: una en el Convento de la Encarnación, en cuya portería tuvo lugar el suceso (postura defendida por Efrén de la Madre de Dios), y otra en el Convento de San José, ambos en Ávila. El relato descrito concuerda por otro lado con la doctrina expuesta en el Segundo Concilio de Nicea en 787, donde se abogó porque los iconos no fuesen tan solo un elemento decorativo y porque no quedasen reducidos únicamente a lo estético; se denfendió que su papel debía ser religioso y su función la de guiar la mirada del devoto desde la mera imagen hasta el prototipo, quedando plasmado el fervor de Santa Teresa por las representaciones artísticas en el siguiente texto de su obra El libro de la vida: «Quisiera yo siempre traer delante de los ojos su retrato e imagen, ya que no podía traerle tan esculpido en mi alma como yo quisiera».: 132 

### Elaboración
El conjunto escultórico, terminado en 1634,: 33  fue comisionado por los Carmelitas Descalzos de Ávila, quienes deseaban contar en la Casa Madre con una representación de la experiencia mística vivida por Santa Teresa. Los frailes se pusieron en contacto con Gregorio Fernández pocos años antes de su muerte, en 1632; el escultor, ya con la salud muy mermada, se hallaba en aquel entonces en su periodo de madurez, lo que se tradujo en una obra de alta calidad en lo referente a la imagen de Jesús (para cuya ejecución Fernández realizó previamente una semana de ejercicios espirituales), siendo la de la santa inferior en este aspecto, aunque ejecutada también con gran maestría y realizada posiblemente en parte o en su totalidad por algún miembro de su taller, siendo la talla de Cristo de su total autoría.
Fernández ya había llevado este episodio al plano escultórico por vez primera en 1628 con un relieve emplazado en el banco del retablo situado en la Capilla de los Vargas en la Iglesia de San Vicente Mártir de Braojos de la Sierra, pieza cuya policromía, ejecutada por Pedro Fuertes, se estaba llevando a cabo en 1632, año en que Fernández contrató el conjunto escultórico de los Carmelitas. Inicialmente posicionadas una junto a la otra, tal y como su autor las había concebido, ambas tallas fueron separadas antes de 1658: 331  y emplazadas en distintas zonas de la iglesia conventual: la figura de Cristo atado a la columna fue reubicada en la primera de las capillas del lado de la epístola, mientras que la imagen de Santa Teresa fue instalada en la conocida como Capilla del Nacimiento.

## Descripción

### Cristo atado a la columna

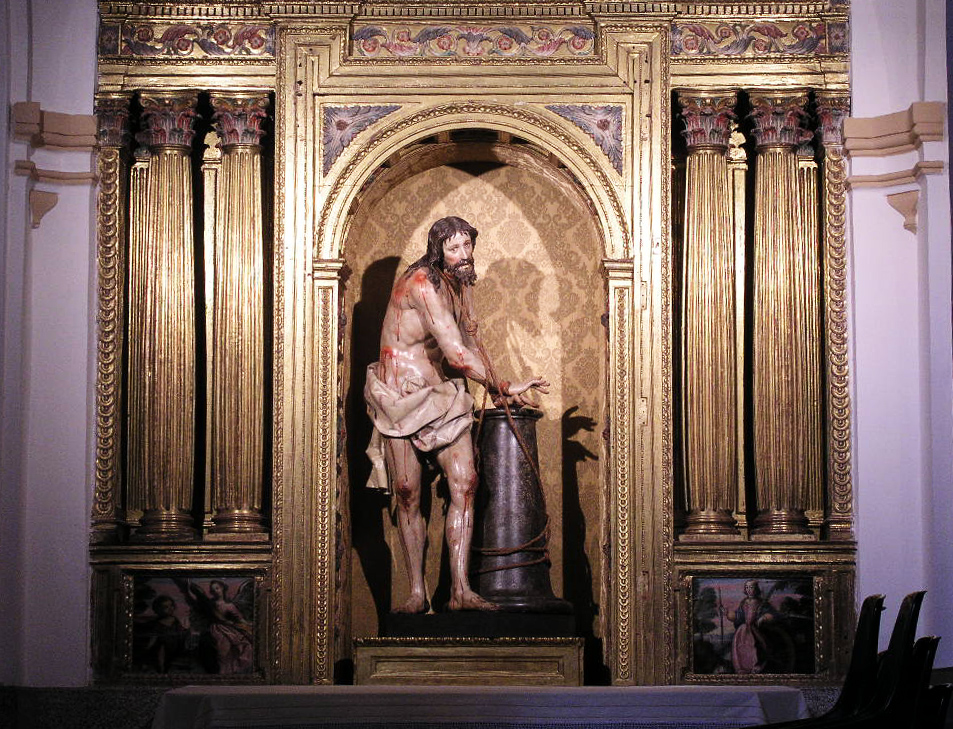
Talla de Cristo atado a la columna.

De acuerdo con el historiador del arte Juan José Martín González, la talla posee un «excepcional modelado del cuerpo de carnosidades blandas y canon muy esbelto. Toda la tragedia, como es habitual en el escultor, se refugia en la cabeza, de tremendo dramatismo».: 73  La imagen de Jesús, obra maestra del barroco español y conocida también como «El Amarrado»,: 33  muestra a Cristo atado a una columna durante su flagelación. Iconográfica y estilísticamente seguidora del esquema del Cristo creado por Fernández en 1625 para el Monasterio de San José de Calahorra (basado a su vez en el Cristo atado a la columna del Convento de la Concepción del Carmen de Valladolid, obra también de Fernández entre 1614 y 1615), la talla posee un rostro en el que se refleja dolor y resignación, destacando una boca entreabierta en la que se pueden apreciar las dentaduras superior e inferior, unas cejas arqueadas, el ceño fruncido, la vista dirigida al cielo en señal de súplica, y unos pómulos marcados y enrojecidos. La imagen causó un gran agrado en Antonio Ponz, quien a su vez atribuyó la talla de Santa Teresa a Fernández, aunque no con total seguridad: «Me agradó sobre todo una estatua de nuestro Señor atado á la columna en una capilla junto al crucero al lado de la Epístola, obra de Gregorio Hernandez, de cuya mano se estima tambien la estatua de Santa Teresa en su capilla».: 312  La talla luce barba y cabello largo posado sobre los hombros y caracterizado por espesos rizos y varios mechones en la frente, mientras que el cuerpo, de gran patetismo, muestra una torsión hacia el lado izquierdo a la altura de la cadera. Los músculos se hallan muy marcados y puede apreciarse tensión en los brazos, las manos (sobre todo la derecha) y el torso, en cuya caja torácica se dibujan las costillas, mientras que las piernas poseen un grado de detalle algo menor, destacando en particular la musculatura de los muslos y el contrapposto originado por el adelantamiento de la pierna izquierda.
Todo el cuerpo se cubre de llagas y heridas sangrantes acorde a la experiencia vivida por Santa Teresa, quien describió al Ecce Homo como «muy llagado», así como a la tradicional representación del Varón de Dolores (la herida más llamativa de la obra, posiblemente inspirada en las meditaciones de fray Luis de Granada, se encuentra en la espalda, que por hallarse la escultura en una hornacina no resulta visible). La talla se cubre con un paño de pureza de amplios y angulosos pliegues, todo él dotado de gran rigidez y cierto acartonado, mientras que la columna, de fuste corto con la cúspide casi a la altura de la cadera de Cristo (quien está sujeto a ella por el cuello con una cuerda de fibra natural), es de orden toscano y en la misma, de estructura troncocónica, puede apreciarse un delicado veteado, siendo similar en términos generales a la columna del Cristo del Convento de la Concepción del Carmen de Valladolid, la cual, al igual que la de Ávila, toma como referente la columna custodiada en la Basílica de Santa Práxedes en Roma, considerada entonces el modelo a seguir.
Fernández ya tenía experiencia en la representación de este episodio de la Pasión debido a que había tallado con anterioridad varias imágenes de Cristo atado a la columna, entre ellas, además de las del Monasterio de San José y el Convento de la Concepción del Carmen, la talla del Monasterio del Santísimo Sacramento en Boadilla del Monte (1609); la imagen de la Fundación Banco Santander en Madrid (c. 1616); el Cristo atado a la columna de la Iglesia de la Santa Vera Cruz de Valladolid (1619); y la talla del Real Monasterio de la Encarnación (1621).

### Santa Teresa

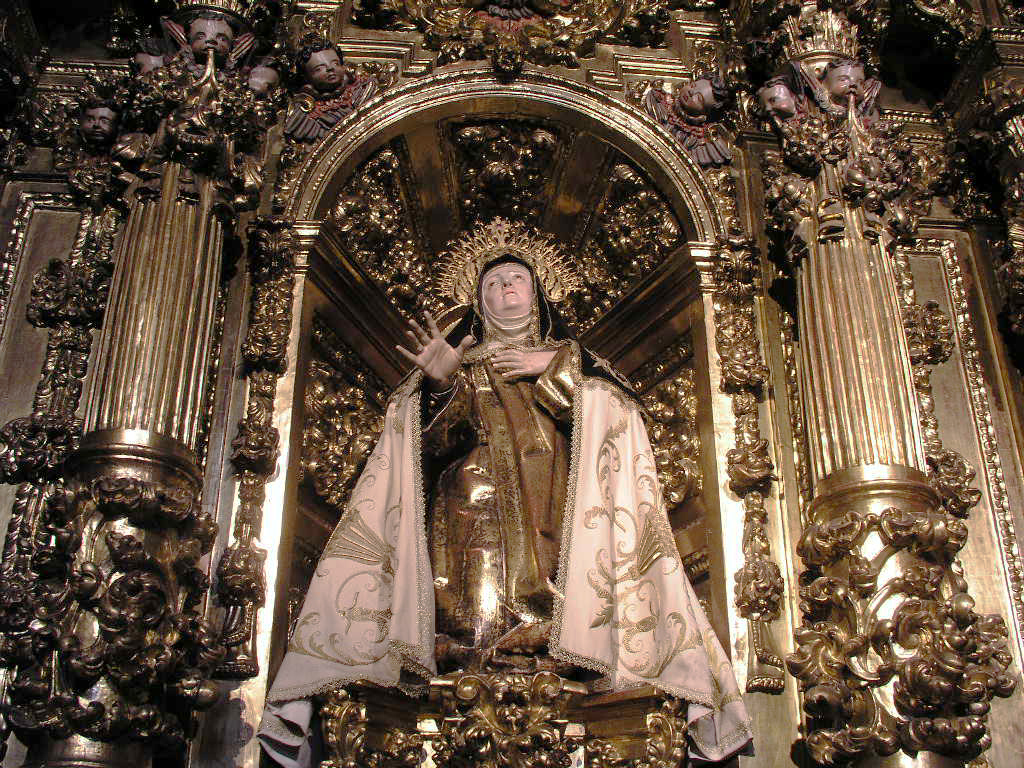
Talla de Santa Teresa.

Martín González atribuyó la talla de Santa Teresa a alguno de los discípulos o colaboradores de Fernández argumentando que la imagen tenía una hechura «más seca» que la de Jesús.: 73  Estrechamente relacionada con las horas que la religiosa pasaba contemplando el Cristo de los Lindos Ojos, pintura al fresco encargada por ella misma para la ermita emplazada en el Convento de San José, la obra representa con fidelidad la meditación que la santa recomendaba hacer sobre este momento de la flagelación:

Pues tornando a lo que decía de pensar a Cristo a la columna, es bueno discurrir un  rato y pensar las penas que allí tuvo y por qué las tuvo y quién es el que las tuvo y el amor con que las pasó. Mas que no se canse siempre en andar a buscar esto, sino que se esté allí con Él, acallado el entendimiento. Si pudiere, ocuparle en que mire que le mira, y le acompañe y hable y pida y se humille y regale con Él, y acuerde que no merecía estar allí. Cuando pudiere hacer esto, aunque sea al principio de comenzar oración, hallará grande provecho, y hace muchos provechos esta manera de oración; al menos hallóle mi alma.: 330 

La talla muestra a la santa arrodillada como gesto de humildad, con la mano izquierda sobre el pecho y el brazo derecho extendido con la mano abierta, como si se dispusiese a tocar la imagen de Jesús. Luce un rostro en el que se refleja una mezcla de entre asombro y éxtasis, con la boca ligeramente entreabierta y la vista dirigida hacia la faz de Cristo. La santa viste el hábito correspondiente a la Orden de los Carmelitas; pese a ser de talla completa suele lucir un velo y una capa de tela, lo que ya en el siglo xviii provocó las críticas de Ponz: «[...] la han hecho ridícula con una capa de damasco blanco, que han sobrepuesto á la que hizo el Escultor».: 312  Como única alhaja porta sobre la cabeza una lujosa diadema de orfebrería compuesta por un arco de hojas sobre el cual se halla una cruz circundada a ambos lados por flores de lis, estando la talla en términos generales relacionada con la imagen de Santa María Magdalena de Pazzi realizada por Fernández hacia 1626 y conservada en el Museo Nacional de Escultura; ambas muestran similitudes en la pose, la disposición de los ropajes y la expresión facial, por lo que la talla de Santa Teresa podría estar inspirada en ella.

#### Robo
El 17 de febrero de 1883 se produjo el robo de la mano izquierda de la talla de la santa. Durante la celebración de un oficio religioso una persona accedió a la Capilla del Nacimiento y procedió a arrancar la extremidad para robar las joyas allí depositadas, consistentes en anillos de escaso valor. San Enrique de Ossó, fundador en 1876 de la Compañía de Santa Teresa de Jesús y director desde octubre de 1872 de la revisa mensual Santa Teresa de Jesús, organizó una suscripción popular destinada a recaudar el dinero suficiente para reemplazar la mano faltante por una de plata. En una carta fechada el 12 de marzo de 1883 y dirigida al sacerdote Félix Sardá y Salvany, San Enrique escribió lo siguiente:

Mi querido Félix: Pensaba abrir una suscripción para hacer una mano de plata, y regalarla a la imagen de Sª Teresa de Jesús de Ávila, a la que se la han cortado para robarle las joyas que poseía. Mi idea con esto es que con ocasión de llevar por agosto u octubre esta mano a la Santa podríamos promover una peregrinación nacional a la cuna y sepulcro de la Santa (Avila y Alba) y desagraviarla solemnemente por lo de antaño y ogaño.

La mano, realizada finalmente en oro y entregada el 15 de octubre de 1883, fue sufragada por diferentes grupos de la hermandad teresiana: el dedo anular fue costeado por la Compañía de Santa Teresa de Jesús; el pulgar por las Carmelitas Descalzas de todo el país; el índice por los Carmelitas Descalzos; y los restantes por dos asociaciones fundadas por San Enrique: el Rebañito del Niño Jesús (dedo meñique) y la Archicofradía Teresiana (dedo corazón). El resto de la mano fue sufragado con diversos donativos, siendo la pieza encargada al afamado joyero de Barcelona José Luís Guimet y alcanzando la misma un peso de más de un kilo de oro macizo. San Enrique organizó una peregrinación a Ávila partiendo desde Tortosa el 12 de octubre de 1883 con intención de asistir al tríduo de la santa los días 16, 17 y 18 de octubre (Ciriaco Sancha y Hervás, obispo de Ávila, redactó una carta pastoral a los feligreses de la diócesis para que participasen en el tríduo). La mano sería finalmente depositada, en presencia del prior de los Carmelitas Descalzos, en un estuche en cuyo interior se halla un pergamino con el siguiente mensaje:

Ofrenda catalana. En desagravio del robo sacrilego de la mano izquierda de la imagen de Santa Teresa, que se efectuó el 17 de febrero de 1883, por suscripción iniciada por el Rdo. D. Enrique de Ossó, Director de la Compañía de Santa Teresa de Jesús de Tortosa fué entregada esta mano de oro.

A este fin vino al frente de numerosa y entusiasta peregrinación catalana. Se efectuó la entrega con toda solemnidad el 15 de octubre del mismo año, según consta en el acta notarial levantada para que sea permanente su memoria.: 259 

Por su parte, sobre el estuche, en una placa de plata, figura la siguiente inscripción:

Mano de oro, que el Director de la Revista SANTA TERESA DE JESÚS y devotos de esta, regalan al Serafín del Carmelo, en sustitución y desagravio por la que fué sacrilegamente arrancada y robada de la Imagen de la Santa que se venera en la Capilla donde nació en Avila, el día 17 de febrero del presente año de 1883.: 259 

## Réplica

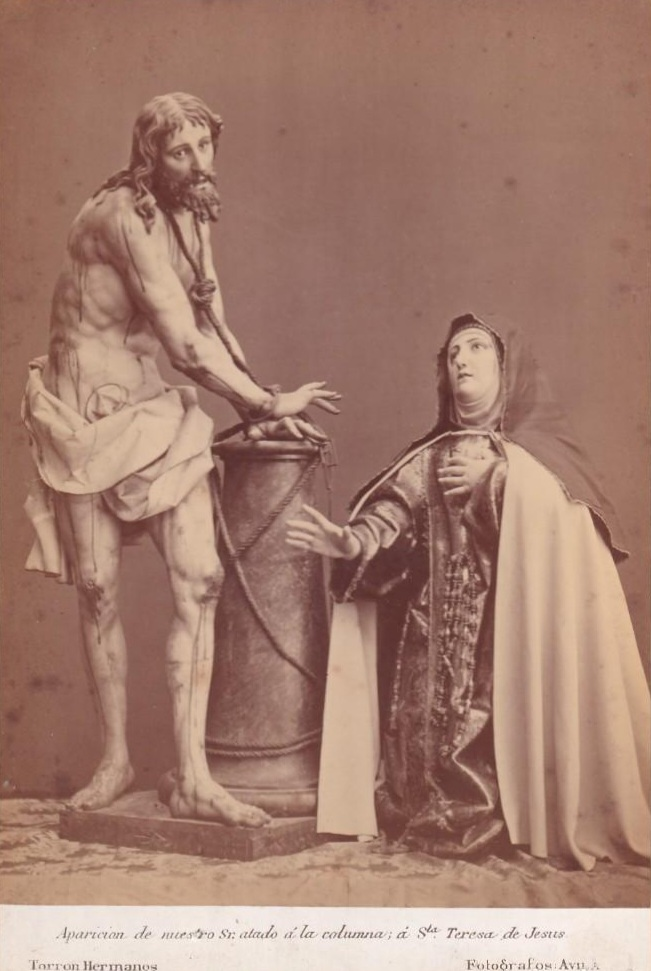
Fotografía del grupo escultórico tal y como fue concebido (1882).

En 2013 la desaparecida empresa Artemisa Digitalización y Reproducciones Artísticas, por encargo de la comunidad carmelitana, presentó al público una reproducción fiel del conjunto con el fin de mostrar el grupo escultórico tal y como había sido concebido por Fernández, ya que las tallas originales fueron separadas pocos años después de su creación. Ubicado en el Museo Teresiano, en la cripta del Convento de Santa Teresa en Ávila, la creación del conjunto tuvo como motivo secundario permitir que la imagen de Cristo pudiese salir en procesión puesto que la original no puede desfilar por orden de Patrimonio,: 33  si bien la talla de la santa procesiona cada 15 de octubre portando el bastón de alcaldesa, siendo el día anterior trasladada a la catedral.
El proceso comenzó con la bajada de las tallas de sus respectivos retablos por cofrades autorizados, tras lo cual se procedió a digitalizarlas mediante el uso de dos escáneres: Minolta Vivid (con software 3D) para las formas globales y Faro ScanArm para zonas detalladas como el rostro y las manos (los principales programas empleados fueron RapidForm, Geomagic, Scene, Reconstructor, Meshlab y Cimatron). El primer paso consistió en la división de los modelos 3D en fragmentos mecanizables: la imagen de Santa Teresa fue dividida en cuatro partes (torso con cabeza, ambas manos por separado y las piernas) y la de Cristo atado a la columna en cinco (torso con cabeza, brazo derecho, brazo izquierdo, piernas y paño). El mecanizado, realizado por CNC, fue ejecutado en un puesto 
robótico de siete ejes, siendo cada uno de los fragmentos fresado, consistente esto en desbastes, redesbastes y acabados.: 34 
Para la elaboración se empleó madera de tilo por su homogeneidad y densidad, siendo todas las partes unidas con cola, resina y espigas para proceder después a una fase de perfilado. A la figura de Santa Teresa se le añadieron pies debido a que la obra resulta visible desde todos los ángulos (la talla original carece de ellos al haber sido destinada a un retablo), a la vez que de esta forma se puede distinguir fácilmente la imagen auténtica de la réplica, puesto que de lo contrario se podría haber incurrido en un delito de falsificación de arte (el Cristo se diferencia del auténtico en el paño de pureza, de madera en la réplica y de tela encolada en el original). La última fase del proceso consistió en la policromía, ejecutada con técnicas tradicionales para dotar a la pieza de la mayor fidelidad posible.: 34–35 

## Legado
Esta obra destaca entre la imaginería de Fernández por ser una de sus últimas creaciones así como por formar parte de su catálogo de conjuntos escultóricos, entre los que destacan Padre, perdónalos porque no saben lo que hacen (1610), para la Cofradía de las Siete Palabras; Sed tengo (1612-1616), para la Cofradía Penitencial de Nuestro Padre Jesús Nazareno; Camino del Calvario (1614), para la Cofradía Penitencial del Santísimo Cristo Despojado, Cristo Camino del Calvario y Nuestra Señora de la Amargura; Madre, ahí tienes a tu hijo (1615), para la Cofradía de las Siete Palabras; San Juan y Santa María Magdalena al pie de la cruz (1619), para la Cofradía de Nuestra Señora de las Angustias; y El Descendimiento (1623-1624), para la Cofradía de la Santa Vera Cruz.
Respecto a su influencia en el arte, se considera que un expositor de plata de 1698 conservado en Valladolid, obra de Manuel Miranda, puede estar inspirado en el grupo de Fernández.: 97  Del mismo modo, el conjunto sirvió para ilustrar en 1952 el libro Santa Teresa de Ávila: estudio documentado sobre su nacimiento en la ciudad de Ávila, de Ferreol Hernández Hernández. Ambas tallas han aparecido a su vez por separado en postales y estampas religiosas, protagonizando la figura de Santa Teresa una pintura de Santiago Martínez Martín conservada en una colección particular.